# Lethata
Lethata é um gênero de traça pertencente à família Agonoxenidae.